# Gerard Garner
Gerard Garner là một cầu thủ bóng đá người Anh thi đấu cho Fleetwood Town, ở vị trí tiền đạo.

## Sự nghiệp
Khởi đầu sự nghiệp với Fleetwood Town, Garner trải qua thời gian thi đấu cho mượn tại Southport vào tháng 8 năm 2017, Bamber Bridge vào tháng 11 năm 2017, và F.C. United of Manchester vào tháng 3 năm 2018.